# UP (Skoop On Somebodyの曲)
「UP」（アップ）は、日本のR&BグループのSkoop On Somebodyが2016年4月27日にリリースした2曲目の配信限定シングル。

## 概要
ジャケット衣装はBEAMS LIGHTSがスポンサー。

## 収録曲
1. UP
  - 作詞・作曲：三浦北斗　編曲：S.O.S.